# منتخب هولندا لهوكي الجليد للسيدات
منتخب هولندا الوطني لهوكي الجليد للسيدات  هو ممثل هولندا الرسمي في المنافسات الدولية في هوكي الجليد للسيدات. تأسس في 1987.